# Cricetulus sokolovi
Cricetulus sokolovi és una espècie de mamífer rosegador de la família dels cricètids. Viu a la Xina (Mongòlia Interior) i Mongòlia. El seu hàbitat natural són els semideserts. Es creu que no hi ha cap amenaça significativa per a la supervivència d'aquesta espècie, tot i que les poblacions mongoles estan afectades per les sequeres i l'esgotament dels recursos hídrics.
L'espècie fou anomenada en honor del biòleg soviètic Vladímir Sokolov.